# Pramiracetam
Pramiracetam ist ein Arzneistoff aus der Gruppe der Nootropika. Nach traumatischen Gehirnverletzungen soll Pramiracetam die eingeschränkten geistigen Fähigkeiten verbessern. Sein Wirkmechanismus ist weitgehend unbekannt. Der therapeutische Einsatz von Pramiracetam gilt als umstritten.

## Herstellung
Die Synthese erfolgt ausgehend von 2-Pyrrolidon im ersten Schritt durch Umsetzung mit Bromessigsäureethylester. Im zweiten Schritt wird die Zielverbindung durch die Umsetzung mit N,N-Diisopropylethylendiamin erhalten.